# Het Veenmysterie
Het veenmysterie was een Vlaams televisieprogramma voor de jeugd, uitgezonden in 1982 op de toenmalige BRT.

## Verhaal
De plot vertelt over de avonturen van Hilde die bij haar oom logeert aan het Belgisch natuurreservaat "De Hoge Venen", waar haar oom boswachter is. Er duiken menselijke verschijningen uit de IJstijd op uit het veen.

## Hoofdrollen
| Acteur                | Personage     | Bijkomende info |
| --------------------- | ------------- | --------------- |
| Piet Balfoort         | Ezi           |                 |
| Jakob Beks            | Dabir         |                 |
| Roger Bolders         | Antoon        | oom             |
| Brie Leloup           | Hilde         |                 |
| Toos Maas             | Miran         |                 |
| Oswald Maes           | Julien Dutoit |                 |
| Ann Petersen          | Johanna       | tante           |
| Werther Vander Sarren | Orto          |                 |
| Jos Van Geel          | Jan           |                 |
| Ray Verhaeghe         | Liefmeyer     | Antiquair       |
| Bernard Verheyden     | René          | Veenwachter     |
| Mieke Verheyden       | Odette        |                 |
| Warre Borgmans        | Frans         | Postbode        |
| Herman Coessens       | Demany        | Commandant      |
| Max Schnur            | Joseph        |                 |
| Oswald Versyp         | Duboit        | Wachtmeester    |
| Luk Willekens         | Mathieu       | Brigadier       |
| André Roels           |               | Rijkswachter    |
| Lydia Billiet         | Silvie        |                 |
| Bernard Verheyden     | René          | Veenwachter     |
| Carlos Van Lancker    | Morel         | stroper         |
| Oswald Maes           | Julien        | Veldwachter     |
| Rik Bravenboer        | Vermeylen     | Piloot          |
| Karel Vingerhoets     | Vandoren      | Piloot          |
| Jos Kennis            | Verstappen    | Rijkswachter    |
| Bert André            |               | Marktkramer     |
| Louis Vervoort        |               | Marktkramer     |
| Nikko De Meyer        | Yvonne        | Verpleegster    |

## Overige rollen
- Bert Champagne
- Frans Moerenhout
- Luk Willekens
- René Verreth
- Rita Smets

## Verhaallijn en script
De reeks had een zeer ingewikkelde verhaallijn. Daarbij kwam dat de personen uit de ijstijd een eigen woordenschat en zinconstructie hadden, weliswaar gebaseerd op het Nederlands. Hoofdrolspelers Jakob Beks en Werther Vander Sarren gaven in 2019 openlijk toe dat ze zelf geen idee hadden waarover de reeks eigenlijk ging.
- Scenario: Julien Van Remoortere
- Dialogen: Ben Schouten
- Regie: Pim van Rooyen
- Realisatie: Jef Ceulemans
- Producer: Hilda Verboven
- Produktieleiding: Lambert Van de Sijpe[2]

## Boek
De BRT bracht ook een jeugdboek uit van Het Veenmysterie, met een oplage van 5000 stuks.